# Андре Делво
Андре Делво (на френски: André Delvaux) е белгийски режисьор, определян често като основоположник на съвременното белгийско кино.

## Биография
Той е роден на 21 март 1926 г. в Хеверле, Брабант. Завършва германска филология и право в Брюкселския свободен университет, след което работи като учител. От средата на 50-те години режисира късометражни документални филми за телевизията. През 1962 година е сред основателите на Националното висше училище за сценични изкуства. Първият му пълнометражен кинофилм „De man die zijn haar kort liet knippen“ (1966) се превръща в първия международен успех на белгийското кино.
През 2005 г. Андре Делво е поставен на 62-ро място в класацията на белгийската френскоезична телевизия Ер Те Бе Еф Най-великият белгиец.
Андре Делво умира от инфаркт на 4 октомври 2002 г. във Валенсия.